# 모리스 그린 (육상 선수)
모리스 그린(Maurice Greene, 1974년 7월 23일 ~ )은 미국의 단거리 육상 선수이며, 3개의 세계 육상 선수권 대회(1997, 1999, 2001)에서 남자 100m를 3연패와 2000년 시드니 올림픽에서 2개의 금메달(100m와 400m 계주)을 획득하였다.
캔자스주 캔자스 시티에서 태어나 F.L. 쉴라글 고등학교에서 수학하였다. 고교 시절에 육상과 미식축구에 참가하였으나 결국 후반에 최고로 증명되었다.
1995년 예테보리에서 열린 세계 육상 선수권 대회에 첫 국제 시합 데뷔를 하였으나, 100m 준준결승전에서 탈락되고 말았다. 1996년 애틀랜타 올림픽에 참가하는 데 실패한 그는 1997년 아테네에서 열린 세계 육상 선수권 대회에서 100m를 우승하면서 그 종목에서 자신의 지배력 시작을 기록하였다.
그는 다음 2개의 세계 육상 선수권에서도 100m 타이틀을 유지하고, 2000년 시드니 올림픽에서 금메달을 획득하였다. 그는 200m에서도 성공을 거두었으며, 1999년 세계 육상 선수권 대회에서 그 우승을 하면서 세계 대회에서 두 종목을 휩쓴 첫 선수가 되었다. 그러나 2000년 올림픽에서는 예선 경기에서 부상을 당한 이유로 그 종목에 뛰지 않았다.
1999년 100m에서 9.79초의 세계신기록을 세워 도노번 베일리의 존속적 세계 기록 9.84초를 깼다. 또한 베일리의 50m 실내 세계 기록을 따라 잡았으나 육상은 비준되지 못하였다. 그는 두번이나 60m 실내 세계 기록을 두번이나 세우기도 하였으며, 동시에 60m와 100m의 기록을 가진 단 하나의 단거리 육상 선수가 되었다.
2004년 아테네 올림픽에서 100m 2연승을 꿈꾸었지만 3위에 오고 말았으며, 400m 계주에서는 은메달에 그치고 말았다. 2008년 2월 4일 부상으로 인하여 은퇴를 선언하였다.